# 9. Gebirgs-Division (Wehrmacht)
Bei der 9. Gebirgs-Division handelt es sich um zwei Großverbände der Gebirgstruppe der Wehrmacht, die unabhängig voneinander gegen Ende des Zweiten Weltkrieges gegründet wurden.

## Namensgebung
Nach dem Suchdienst des Deutschen Roten Kreuzes sollen im März 1945 nicht nur eine, sondern gleich zwei 9. Gebirgs-Divisionen gebildet worden sein, und zwar die 9. Gebirgs-Division (Nord) aus der Divisionsgruppe Kräutler in Norwegen im Bereich der 20. Gebirgs-Armee und die 9. Gebirgs-Division (Ost) aus der Kampfgruppe Semmering.
Die Feldpost-Übersicht verzeichnet beide Umbenennungen nicht mehr.

## Gebirgs-Division Steiermark

### Aufstellung
Die Gebirgs-Division Steiermark war ein Großverband der deutschen Gebirgstruppe im Zweiten Weltkrieg und wurde als sogenannte Schattendivision aufgestellt. Die Division wurde am 25. April 1945 in der Steiermark hastig aus dem örtlichen Reichsarbeitsdienst (RAD) aufgestellt. Sie bestand aus den kurz vorher, hauptsächlich aus Angehörigen des RAD, aufgestellten Gebirgs-Brigaden „Steiermark“ (Aufstellungsort Murtal) und „Enns“ (Aufstellungsort Ennstal). Beide wurden aus je zwei Jäger-Regimentern mit jeweils zwei Bataillonen, einer Artillerie-Abteilung und einer Pionier-Abteilung gebildet.

### Auflösung durch Verwendung zur Aufstellung der 9. Gebirgs-Division
Die Gebirgs-Division Steiermark wurde noch am Tag der Aufstellung in die 9. Gebirgs-Division (Ost) eingegliedert.

### Gliederung
- Gebirgs-Jäger-Regiment 154
- Gebirgs-Jäger-Regiment 155
- Gebirgs-Artillerie-Regiment 56
- SS-Gebirgs-Infanterie-Schulungs- und Ersatz-Bataillon 13
- Landesschützen-Bataillon 851

## 9. Gebirgs-Division (Ost)

### Aufstellung
Die schematische Kriegsgliederung nennt die 9. Gebirgs-Division (Ost) sowohl am 12. April 1945 als auch am 7. Mai 1945 nur als Kampfgruppe Raithel, geführt von Oberst Heribert Raithel (1910–1976), beim III. Panzerkorps der 6. Armee. Die Bildung der 9. Gebirgs-Division aus der Kampfgruppe Raithel wurde jedoch auf Antrag der 6. Armee am 25. April 1945 genehmigt – und zwar unter Verwendung der Gebirgs-Division Steiermark.
Die Division nahm im Rahmen des III. Panzerkorps an den Abwehrkämpfen der 6. Armee gegen die Rote Armee teil.

#### Besonderheit dieser Division
Die Entstehungsgeschichte dieser Division ist wohl einmalig für die einer deutschen Einheit im Zweiten Weltkrieg, weil sie aus der Not heraus durch Improvisation entstanden war, indem alle nur greifbaren Verbände des Wehrkreises XVIII in das bedrohte Gebiet rund um den Semmering geschickt wurden, um das Eindringen der Roten Armee in die Steiermark und somit in den Rücken der 6. Armee zu verhindern. Dieses bunte Konglomerat an Verbänden bildete in den letzten Kriegstagen die 9. Gebirgs-Division, sodass schlussendlich Gebirgsjäger, SS-Männer, Panzerjäger, Artilleristen, Piloten, Bodenpersonal der Luftwaffe, Marineangehörige, ungarische Staatsbürger sowie Polizisten aus Estland und Litauen, insgesamt ca. 10.400 Mann, in ihren Reihen kämpften.

#### Erläuterungen zur Darstellung
Aufgrund der Verschiedenheit der Einheiten sowie der kurzen Lebensdauer des Verbandes müssen die Gefechtsabläufe ungewöhnlich detailliert für eine Divisionsgeschichte dargestellt werden. Außerdem war das Kampfgeschehen im Wesentlichen von Stoßtruppunternehmen bis maximal Kompanierahmen geprägt, bei denen es darum ging einzelne gefechtswichtige Punkte, wie Gehöfte oder Bergkuppen, zu erobern bzw. zu halten. Trotz der ungünstigen Rahmenbedingungen konnte dieser Mischverband die in ihm gesetzten Erwartungen erfüllen, und die zugewiesenen Verteidigungsstellungen bis zum Ende des Krieges halten. Dies geschah vor allem da durch, dass die Rote Armee ab Mitte April ihre Kriegsziele in diesem Gebiet als erreicht betrachtete und den Schwerpunkt ihrer Aktivitäten in Richtung Nordwesten in den Donauraum bzw. in die Tschechoslowakei verlegte.

### Gliederung
Am 1. Mai 1945 besuchte der Oberbefehlshaber der 6. Armee, General der Panzertruppe Hermann Balck, den Gefechtsstand der Kampfgruppe Semmering, der sich in der am Semmering gelegenen HAKOA-Hütte befand. Er überbrachte dem Kampfgruppenkommandeur Oberst Heribert Raithel die Nachricht, dass seine Kampfgruppe nunmehr als 9. Gebirgs-Division bezeichnet werde.
Die Gliederung für diese neue Division sah für die wenigen Tage, die der Zweite Weltkrieg noch dauern sollte, folgendermaßen aus.
- Divisionsstab: bestand hauptsächlich aus Offizieren der Gebirgs-Artillerieschule Dachstein–Obertraun
  - Divisionskommandeur: Oberst Heribert Raithel
  - Ia: Hauptmann Hartmut Wallrapp
  - Ib: Hauptmann Heinz Ungethüm
  - Ic: Hauptmann Wolf
- Gebirgs-Artillerie-Regiment 56 (Kommandeur Oberstleutnant Bergmann): gebildet aus Einheiten der Gebirgs-Artillerieschule Dachstein–Obertraun
  - I. Abteilung aus 4 Batterien mit zusammen 16 Gebirgshaubitzen 40 (je 4 pro Batterie), 2 Gebirgsgeschützen 36 (3. Batterie zugeteilt) sowie 3 LFH 18/40 (je 1 in 2., 3. und 4. Batterie)
  - II. Abteilung bestand aus der 5. Batterie (2 Gebirgsgeschütze 36) und der 6. Batterie (4 LFH 18/40)
- Gebirgs-Jäger-Regiment 154 (Kommandeur Oberstleutnant Swoboda): entstanden aus verschiedenen Alarmverbänden
  - I. Bataillon Kommandeur Major Petzold: 1. bis 4. Kompanie aus Angehörigen des SS-Gebirgs-Jäger-Ausbildungs- und Ersatz-Bataillons 13, Luftwaffen-Bau-Ersatz-Bataillon 17, Landesschützen-Bataillons 851, Genesenden-Kompanie der 44. Infanterie-Division Hoch- und Deutschmeister
  - II. Bataillon (Kommandeur Major Walter Leifheit): 1. bis 3. Kompanie aus Angehörigen des Fliegenden Personals des Kampfgeschwaders 27 Boelcke
  - III. Bataillon (Kommandeur Hauptmann Hans Schlierf): 1. bis 4. Kompanie aus Angehörigen der Gebirgs-Jäger-Schule Admont sowie des Kampfgeschwaders 27
- Gebirgs-Jäger-Regiment 155 (Kommandeur Major Erwin Starkl): entstand aus verschiedenen Alarmverbänden
  - I. Bataillon Kommandeur Oberleutnant Grögor: 1. bis 4. Kompanie aus Angehörigen der Fliegerhorst-Kompanie 218/VII, Flugzeugführerschule A/B 14 Klagenfurt, Gebirgs-Jäger-Ersatz-Regiment 136 Wolfsberg
  - II. Bataillon (Kommandeur Hauptmann Rudolf Dickermann): 1. bis 3. Kompanie aus Angehörigen des Gebirgs-Jäger-Ersatz-Regiment 136
  - III. Bataillon (Kommandeur Hauptmann Heinz Becker): 1. bis 3. Kompanie aus Angehörigen des Kampfgeschwaders 27, Luftwaffen-Schule ABK „Z“ (deutsche Fluglehrer, ungarische Flugschüler sowie Wartungs- und Bodenpersonal), SS-Gebirgs-Jäger-Ausbildungs- und Ersatz-Bataillons 13 (ehemalige 2. Kompanien), Auffangkompanie der SS-Division „Nordland“
  - IV. Bataillon (Kommandeur Oberleutnant Rudolf Ihssen, ab 2. Mai Oberleutnant Theodor Seesitsch): 1. bis 3. Kompanie aus Angehörigen des MG-Festungs-Bataillons Klagenfurt, Genesenden-Kompanie der 44. Infanterie-Division Hoch- und Deutschmeister, Polizeieinheiten aus dem Baltikum (Esten und Litauer) sowie einer Marineeinheit
- Gebirgs-Aufklärungs-Abteilung 56 (Kommandeur SS-Hauptsturmführer Horst Grunwald): 1., 3., 4. und 5. Kompanie aus Angehörigen des SS-Gebirgs-Jäger-Ausbildungs- und Ersatz-Bataillons 13
- Panzer-Jäger-Ersatz- und Ausbildungs-Kompanie 48 (Kommandeur Oberstleutnant Ludwig Lang)
- Gebirgs-Pionier-Kompanie

### Einsatz

#### Ausgangslage
Die von der Roten Armee nach dem Scheitern der Operation „Frühlingserwachen“ am 16. März 1945 gestartete Gegenoffensive hatte zur Folge, dass sich die 6. Panzerarmee nördlich des Semmerings und die 6. Armee südlich des Semmerings auf deutsches Hoheitsgebiet zurückziehen mussten. Diese Offensive, die in der „Wiener Operation“ mündete, und der dadurch hervorgerufene chaotische Rückzug der Wehrmacht führte dazu, dass manche sowjetische Verbände noch vor den deutschen die Grenze überschritten. So war es nicht weiter verwunderlich, dass die ersten sowjetischen Soldaten am 29. März um die Mittagszeit bei Klostermarienberg (Bezirk Oberpullendorf) österreichischen Boden betraten, noch bevor viele Wehrmachteinheiten (vor allem südlich davon) diese Linie erreicht hatten. Diese Spitzen gehörten vermutlich zum IX. Garde-Mechanisierten Korps der 6. Gardepanzerarmee, welche die Speerspitze der 3. Ukrainischen Front beim Angriff auf Wien stellte.
Bereits drei Tage später, am 1. April, erreichte die 103. Garde-Schützen-Division des XXXVII. Garde-Schützen-Korps der 9. Gardearmee Gloggnitz und sperrte die Bahnverbindung über den Semmering, um eine Verschiebung von deutschen Truppen über die Südbahnstrecke unmöglich zu machen. Die beiden anderen Divisionen des Korps, die 98. und 99. Garde-Schützen-Division, drangen in das Schwarzatal ein und sicherten so die linke Flanke des sowjetischen Vorstoßes nach Wien. Während im Bereich nördlich von Gloggnitz bis Neunkirchen das I. SS-Panzerkorps die regimentsstarke Kampfgruppe Keitel der 37. SS-Freiwilligen-Kavallerie-Division einsetzte, wurden westlich und südlich von Gloggnitz Alarmeinheiten aus der Steiermark an die Front geworfen, die zunächst als Kampfgruppe Semmering oder Kampfgruppe Raithel bezeichnet und dann kurz vor Ende des Krieges in der 9. Gebirgs-Division zusammengefasst wurden. Weitere Bezeichnungen der Einheiten auf Lagekarten oder in Tagesmeldungen der Heeresgruppe Süd waren Korpsgruppe Semmering (8. April), Gruppe Semmering (9. bis 13. April), K.Gr. Oberst Raithel (14. April) und K.Gr. Semmering (15. bis 19. April).

#### Aufmarsch der deutschen Alarmeinheiten
Von den Einheiten, die später die Kampfgruppe Semmering bilden sollten, befanden sich einige kleinere Verbände bereits im Umkreis des späteren Kampfgebietes. So war das Landesschützen-Bataillon 851 schon längere Zeit damit beauftragt worden, die Tunnels und Bauwerke der Südbahnstrecke zu sichern. In Reichenau an der Rax befand sich das Luftwaffen-Bau-Ersatz-Bataillon 17, und in Payerbach war eine Genesenden-Kompanie des Infanterie-Regimentes 132 der 44. Infanterie-Division stationiert. Außerdem waren entlang der Bahnstrecke Flakgeschütze der 16. Flakbrigade aufgestellt, die jedoch nicht der Kampfgruppe unterstellt wurden.
Der Motor hinter den Bestrebungen, die Lücke zwischen der 6. Panzerarmee und der 6. Armee am Semmering zu schließen, war der Befehlshaber des Wehrkreises XVIII, General der Gebirgstruppen Julius Ringel.
Als erste Kampfeinheit traf eine Kompanie der Panzerjäger-Ersatz- und Ausbildungs-Abteilung 48 aus Cilli, bestehend aus 7 Pakgeschützen 7,5 cm, am Semmering ein. Diese Abteilung war am Gründonnerstag (28. März) in ihrer Heimatgarnison alarmiert worden und trat am Karfreitag den motorisierten Verlegungsmarsch nach Norden an. Ein Teil der Abteilung (14 Jagdpanzer der Typen Marder und Hetzer) wurde nach Feldbach beordert, während Abteilungsstab, Nachrichtenzug und eine Panzerjägerkompanie den Marsch zum Semmering fortsetzten. Die Geschütze gingen zugsweise auf den letzten Serpentinen der Semmeringstraße sowie in Edlach und am Preiner Gescheid in Stellung. Der Kommandeur der Abteilung, Oberstleutnant Ludwig Lang, richtete seinen Gefechtsstand im Südbahnhotel ein. Bis zum Eintreffen des späteren Kampfgruppenkommandeurs Oberst Heribert Raithel am 11. April war Lang der Offizier, bei dem am Semmering die Fäden zusammenliefen und der den Einsatz aller nach und nach eintreffenden Verbände koordinierte.
Am 1. April (Ostersonntag), als die sowjetische 103. Garde-Schützen-Division bereits um die Mittagszeit Gloggnitz aus Richtung Süden von Kirchberg am Wechsel kommend erreicht hatte, wurden zahlreiche andere Ersatzeinheiten des Wehrkreises XVIII alarmiert und zum Semmering beordert.
Die Gebirgs-Jäger-Schule Admont wurde mit der Bahn nach Krieglach transportiert und brach von dort im Gefechtsmarsch in Richtung Semmering auf. Bei Maria Schutz bezogen die Kompanien ihre Stellungen, und bald kam es zu ersten Scharmützeln mit durchgesickertem Feind.
Im Laufe des 1. Aprils erreichten die 1. und 2. Kompanie des SS-Gebirgs-Jäger-Ausbildungs- und Ersatz-Bataillons 13 aus Leoben das Kampfgebiet und bezogen im Hotel Panhans Quartier. Diese sollten in weiterer Folge bei der Bildung der 9. Gebirgs-Division den Kern der Gebirgs-Aufklärungs-Abteilung 56 bilden. Das Bataillon bestand vorwiegend aus Volksdeutschen, die in Jugoslawien, Ungarn und Rumänien rekrutiert worden waren. Auch viele Ausbilder stammten aus diesen Ländern und hatten in der 7. SS-Freiwilligen-Gebirgs-Division „Prinz Eugen“ Fronterfahrung gesammelt. Das SS-Bataillon war ursprünglich die Ersatz-Abteilung der 6. SS-Gebirgs-Division „Nord“; nun wurden die Kompanien im Semmering-Gebiet eingesetzt. Die nachgeführte 5. MG-Kompanie kampierte in der Nacht vom 1. auf den 2. April notgedrungen auf einem Waldweg, weil sie sich verfahren hatte. Am nächsten Morgen musste sie sowjetische Einheiten unter Feuer nehmen, die sie in der Nacht umgangen hatten. Das Bataillon hielt in weiterer Folge die zugewiesenen Stellungen entlang des Adlitzgrabens, der nördlich des Südbahnhotels verläuft, das als Gefechtsstand diente.
Von Graz aus wurden weitere 200 Mann Waffen-SS der Division Nordland nach Rettenegg verlegt, das vorerst den südlichsten Punkt des Einsatzgebietes der Kampfgruppe bildete. Aus der Kärntner Garnison Annabichl wurde eine Kompanie des MG-Festungs-Bataillons Klagenfurt entsandt, die aus drei Zügen zu je vier sMGs bestand und ebenfalls bei Rettenegg zum Einsatz kam.
Vom Fliegerhorst Zeltweg wurde die Luftwaffen-Schule ABK „Z“ mit 116 Mann (deutsche Fluglehrer, deutsches und ungarisches Wartungspersonal, ungarische Flugschüler) nach Steinhaus am Semmering und von dort zum Pfaffensattel in Marsch gesetzt. Aus Klagenfurt kamen am 4. April weitere 60 Mann Luftwaffenpersonal der Flugzeugführerschule A/B 14 am Semmering an. In Zeltweg wurde mit der 90 Mann starken Fliegerhorstkompanie E 218/VII eine weitere Einheit aufgestellt und mit Autobussen zum Semmering transportiert.
Eine weitere Kerneinheit der zukünftigen Gebirgs-Division war das Gebirgs-Jäger-Ersatz-Regiment 136 aus Wolfsberg, das mit 320 Mann im motorisierten Marsch an den Semmering verlegt wurde.
Das Rückgrat der Kampfgruppe am Semmering sollten die Batterien der Gebirgs-Artillerie-Schule Dachstein-Obertraun bilden, die ab dem 6. April im Kampfgebiet eintrafen. Am Ostersonntag erfolgte nicht nur deren Alarmierung, sondern General Julius Ringel ernannte auch deren Leiter Oberst Heribert Raithel zum zukünftigen Kommandeur der Kampfgruppe, der den bisherigen Kampfgruppenkommandeur Oberstleutnant Lang am 11. April ablösen sollte. Seine Soldaten wurden mit Autobussen an den Semmering gebracht. Unterwegs wurde Station in Kapfenberg gemacht, wo man Teile der Belegschaft der Böhler-Werke als Volkssturmmänner in die Einheit eingliederte sowie einige Geschütze, die in diesem Werk produziert wurden, in den Bestand der Abteilung übernahm.
Am 10. April gelangten auch die beiden Bataillone des am 4. April in Linz - Hörsching aufgelösten Kampfgeschwaders 27 ins Kampfgebiet und verstärkten dort die Verteidigung.

#### Kampfgebiet und Verteilung der Verbände
Der Frontabschnitt der Kampfgruppe war 36 km lang und musste nach einem Einbruch der Roten Armee im Süden des Wechsels um 24 km nach Westen verlängert werden. Von Norden nach Süden ergab sich folgende Verteilung der Verbände::
Den nördlichen linken Flügel der Kampfgruppe Semmering im Schwarzatal bei Reichenau an der Rax bildeten das Landesschützen-Bataillon 851 und das Luftwaffen-Bau-Ersatz-Bataillon 17 sowie die 7. Kompanie des SS-Gebirgs-Jäger-Ausbildungs- und Ersatz-Bataillons 13, die sich zum Teil aus bosnischen Freiwilligen zusammensetzte. An diesem Frontabschnitt war es im weiteren Verlauf relativ ruhig. Verluste entstanden hauptsächlich durch sowjetisches Artilleriefeuer bzw. bei der Abwehr von Stoßtruppunternehmen. Die dort eingesetzten Verbände bildeten in Ende April das I. Bataillon des Gebirgs-Jäger-Regiments 154.
Südlich davon, im Bereich zwischen Reichenau und Breitenstein, war ein Bataillon des Kampfgeschwader 27 Boelcke in der Verteidigung eingesetzt, das später in II. Bataillon des Gebirgs-Jäger-Regiments 154 umbenannt wurde.
Daran schloss der Abschnitt des SS-Gebirgs-Jäger-Ausbildungs- und Ersatz-Bataillons 13, der späteren Gebirgs-Aufklärungs-Abteilung 56, mit der 1., 3., 4. sowie der 5. MG-Kompanie, die Teile auch an andere Abschnitte abstellen musste. Die Einheiten waren zunächst in Breitenstein sowie in West-Ost-Richtung entlang des Adlitzgrabens in Richtung Eselstein eingesetzt. Nach den erfolgreichen deutschen Gegenangriffen wurde die Verteidigungsstellung auf den Kobermannsberg vorverlegt und die SS-Kompanien verteidigten nun schwerpunktmäßig nördlich des Adlitzgrabens. Die 2. Kompanie dieses Bataillons war bereits am 1. April nach Süden an den Fröschnitzsattel beordert worden und sicherte diesen weitläufigen Abschnitt bis nach und nach Verstärkungen herankamen. Sie wurde später Teil des III. Bataillons des Gebirgs-Jäger-Regiments 155.
Weiter in Nord-Süd-Richtung verlief die Stellung des späteren III. Bataillons des Gebirgs-Jäger-Regiments 154, das aus den Angehörigen der Gebirgs-Jäger-Schule Admont sowie der 1. und 3. Staffel des Kampfgeschwaders 27 gebildet wurde. Die Stellungen reichten vom Baufelsen beim Eselstein über Maria Schutz bis hin zum Gipfel des Sonnwendsteins. Auch in diesem Abschnitt gab es zum Teil heftige Kämpfe. Von Maria Schutz führt heute der Gebirgsjäger Gedächtnisweg auf den Gipfel des Sonnwendsteins.

#### Kampfhandlungen bis 11. April
Die Kampfhandlungen sind in der spärlich vorhandenen einschlägigen Fachliteratur auch aufgrund des unübersichtlichen Stoßtrupp-Charakters der Kämpfe zum Teil etwas verwirrend bzw. widersprüchlich beschrieben.

##### Nördlicher Kampfabschnitt (Reichenau bis Sonnwendstein)
Einigkeit herrscht in allen Quellen, dass Gloggnitz am 1. April, dem Ostersonntag, von der Roten Armee erobert wurde. Über den Beginn der Kämpfe im Semmering-Gebiet gibt es hingegen zeitliche Differenzen. So marschierten laut Rauchensteiner am Ostermontag um 5.00 Uhr sowjetische Trupps musizierend von Schottwien über die Adlitzgrabenstraße in Richtung Semmering, als sie von deutschen Artilleriefeuer erfasst und dabei rund 40 Sowjetsoldaten getötet wurden.
Laut anderen Augenzeugenberichten marschierte die sowjetische Vorhut einen Tag später, am Dienstag, dem 3. April, musizierend in Richtung Breitenstein und erreichte den Pertl-Hof.
Kurz nachdem die Rote Armee die südlich von Breitenstein gelegene Gehöftgruppe Pertl erreicht und dort drei PAK-Geschütze aufgestellt hatte, erfolgte im Morgengrauen des 3. Aprils der erste deutsche Gegenstoß im Rahmen der Kampfhandlungen auf dem Semmering. Vorgetragen wurde dieser Angriff durch einen Zug der Admonter Gebirgsjäger, die von einem Untersturmführer der Waffen-SS befehligt wurden. Die Bereitstellung für den teilweise erfolgreichen Angriff erfolgte beim damaligen Hotel Sonnhof. Es gelang die sowjetischen PAK-Geschütze zu zerstören und mehrere sowjetische Soldaten, die sich im Gehöft aufgehalten hatten, zu töten. Auf dem Rückweg hatten auch die Gebirgsjäger empfindliche Verluste, weil die Rote Armee in der Zwischenzeit im Rücken der Angreifer das Hotel Sonnhof erobert hatte. Die Gebirgsjäger konnten sich mit Mühe in das als Kampfgruppen-Gefechtsstand ausgebaute Südbahn-Hotel retten. Durch den sowjetischen Gegenangriff ging im Laufe des Tages der Ortsteil Wolfsbergkogel an die Rote Armee verloren, außerdem wurden die Gebäudekomplexe der Meierei und der Wäscherei des Südbahn-Hotels, die sich südlich der Gehöftgruppe Pertl befanden, von den Sowjets besetzt.
In der Nacht von 3. auf 4. April erreichten die 3. und 7. Kompanie des SS-Gebirgs-Jäger-Ausbildungs- und Ersatz-Bataillons 13 im Fußmarsch vom Preiner Gescheid kommend den Kampfraum. Während die 7. Kompanie nach Reichenau weiter vorging und dort bis Kriegsende einen relativ ruhigen Gefechtsabschnitt verteidigte, rückte die 3. Kompanie auf Breitenstein vor und hatte am Westrand der Gemeinde die ersten Gefallenen.
Noch am Abend des 3. Aprils führte die 1. Kompanie des Gebirgs-Jäger-Regiments 136 aus Wolfsberg erfolglos einen Angriff auf die Südbahn-Meierei durch (6 Gefallene, 18 Verwundete, 2 Vermisste). Auch ein weiterer Angriff am 5. April nach Mitternacht scheiterte unter hohen Verlusten. Am Morgen des gleichen Tages versuchte die von der Passhöhe herangeholte 1. Kompanie des SS-Gebirgs-Jäger-Ausbildungs- und Ersatz-Bataillons 13 die Meierei und den Pertl-Hof zurückzuerobern, aber auch dieser Versuch scheiterte blutig. Erst ein erneuter kombinierter Angriff von Waffen-SS und Gebirgsjäger, dieses Mal unterstützt durch schwere Waffen (ein PAK-Geschütz und zwei 2-cm-Flak-Geschütze), war schließlich erfolgreich. Um die Wäscherei wurde heftig gekämpft, die Meierei und auch das Gehöft Pertl wurden von den Sowjets geräumt, die sich nach Norden in Richtung Breitenstein zurückzogen. Bei diesen heftigen Kampfhandlungen mit schweren Verlusten auf beiden Seiten brannten die Gehöftgruppe Pertl und das Sonnhof-Hotel nieder. Bei diesen Kämpfen wurden allein rund um den Pertl-Hof rund 50 tote Sowjetsoldaten gezählt, von den 120 Mann der eingesetzten SS-Kompanie, in der Masse 16- und 17-jährige Freiwillige, waren nur 35 Mann ohne Verwundung davongekommen. Die Rote Armee räumte bis zum Morgengrauen des 6. Aprils auch Breitenstein und zog sich nach Osten in Richtung Schottwien zurück.
Fotos, aufgenommen im Jahr 2014, welche Schauplätze der Kämpfe zeigen:

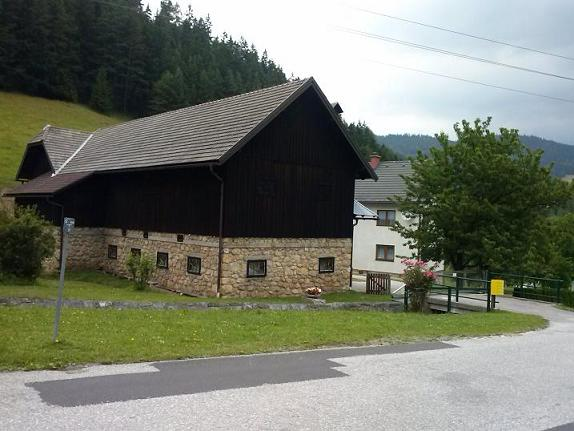
Der Pertl-Hof bei Breitenstein, der bei den Kämpfen ein Raub der Flammen wurde.
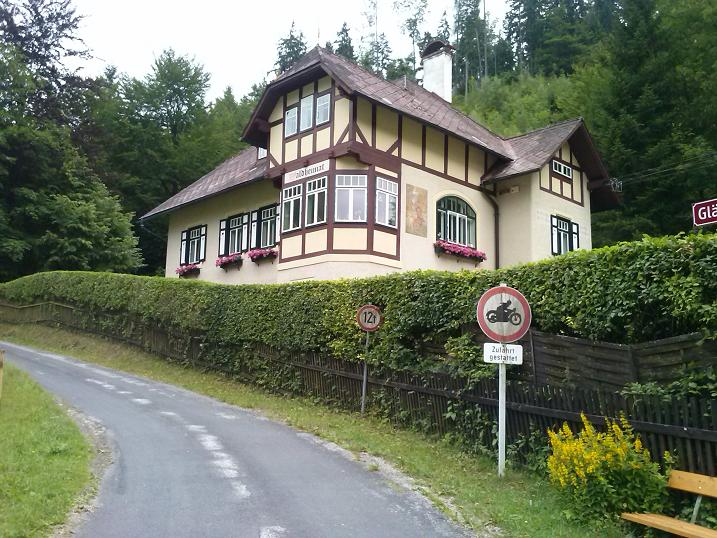
Über diese Straße („Gläserstraße“) erfolgte am 3. April der erste Angriff der Admonter Gebirgsjäger auf den Pertl-Hof.
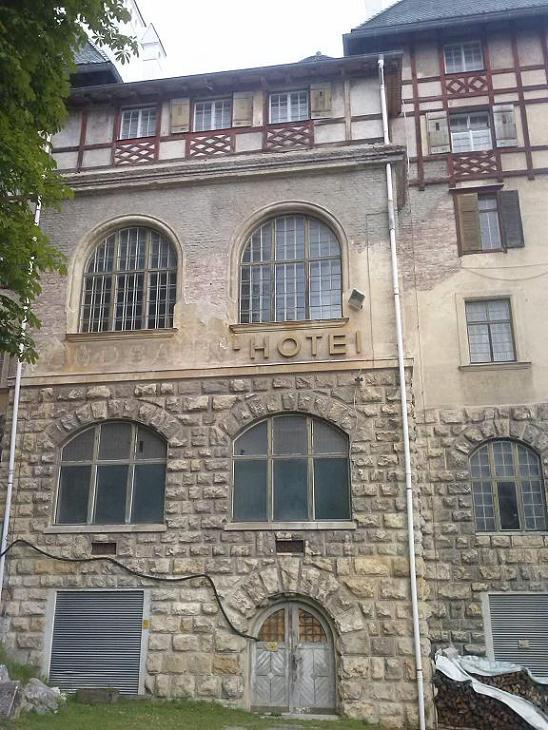
Das Südbahnhotel, das während der Kämpfe als Gefechtsstand genutzt wurde.
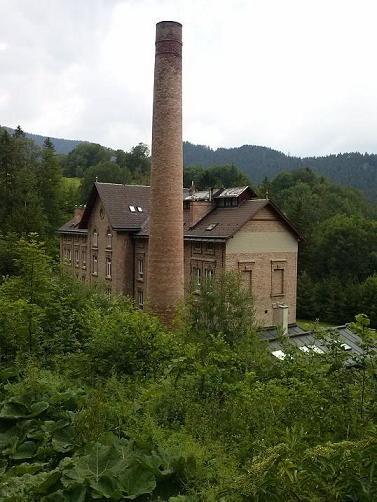
Die Wäscherei des Südbahnhotels um die heftig gekämpft wurde.
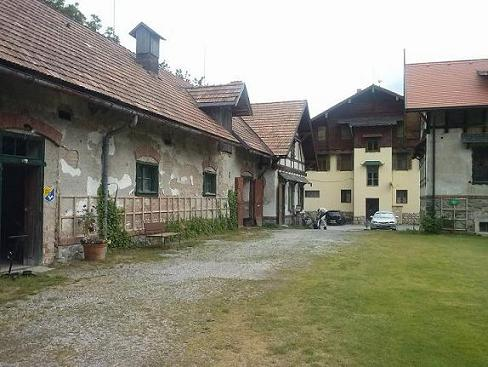
Die Meierei des Südbahnhotels, heute das Hauptgebäude eines Golfplatzes, war Schauplatz blutiger Kämpfe.
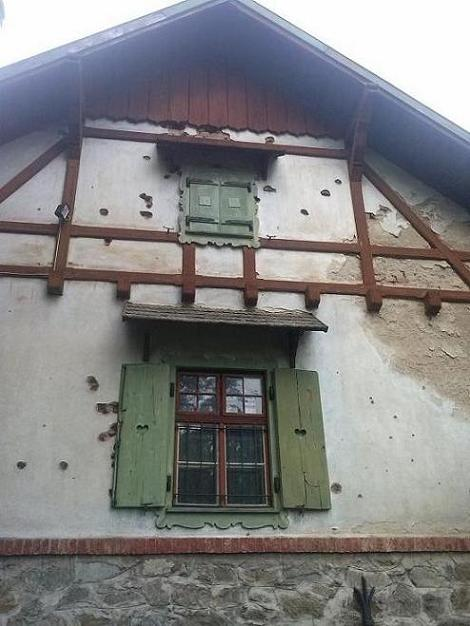
Die Nebengebäude der Meierei weisen noch heute die Spuren der Kämpfe auf.
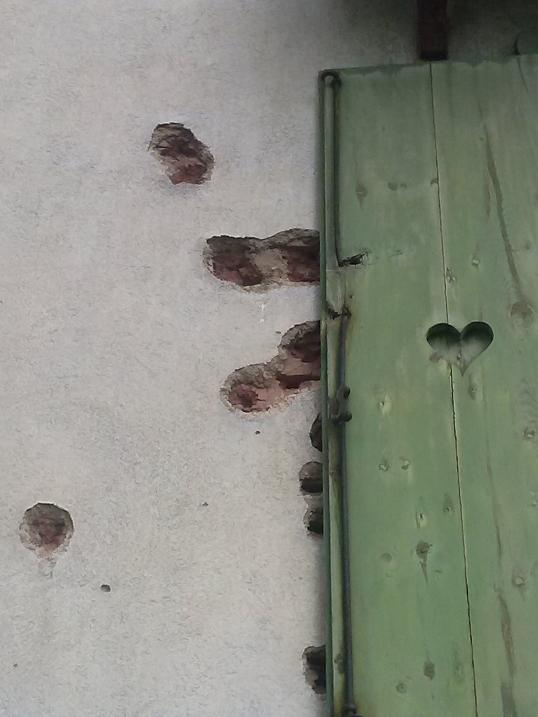
Die Schäden an der Fassade stammen vermutlich von einem deutschen Maschinengewehr.
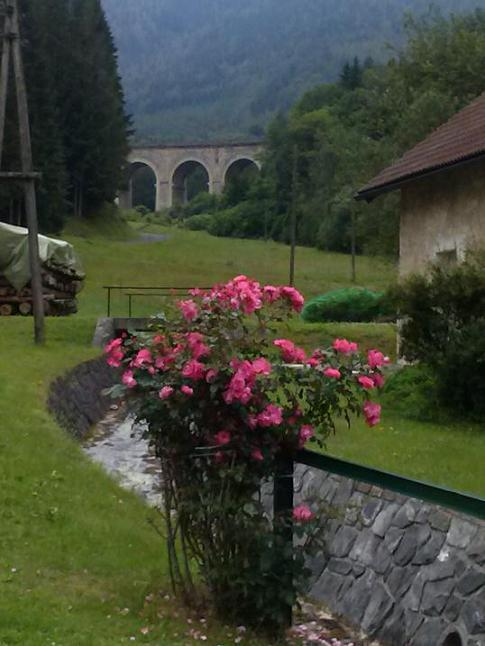
Blick vom Pertl-Hof auf das Fleischmann-Viadukt. Aus dieser Richtung kam der letztlich erfolgreiche deutsche Angriff.

Die im Westen von Breitenstein eingesetzte 3. Kompanie des SS-Gebirgs-Jäger-Ausbildungs- und Ersatz-Bataillons 13 folgte den sowjetischen Truppen in Richtung Kobermannsberg, den sie in der Folge bis zu Kriegsende verteidigte. Da dieser Hohenrücken einen Frontvorsprung nach Osten darstellte, wurde er immer wieder von der Roten Armee angegriffen. In verlustreichen Abwehrkämpfen konnte die Höhe gehalten werden. Der Versuch auch die Ruine Klamm am 11. April durch die 3. Kompanie zu erobern scheiterte an hohen Verlusten für den deutschen Angreifer.
Die Semmering-Verteidigung erhielt am 6. April mit dem Eintreffen der Batterien der Gebirgs-Artillerieschule Dachstein-Obertraun eine wesentliche Verstärkung, da es endlich auf deutscher Seite Unterstützung durch Artillerie gab.
Eine für die deutsche Verteidigung unangenehme Situation war die Besetzung des Eselsteins durch sowjetische Truppen. Diese 974 Meter hohe Erhebung war dem Frontverlauf im Osten vorgelagert. Die Rote Armee hatte dort Vorgeschobene Beobachter (VB) installiert mit der Aufgabe, das Artilleriefeuer der sowjetischen Geschütze, die sich in Schottwien aufgestellt hatten, punktgenau zu leiten. Um diese Gefahr auszuschalten, gab es bis zum 10. April einige erfolglose Angriffsversuche durch Gebirgsjäger und Waffen-SS, die jedoch alle mit großen Verlusten abgebrochen werden mussten. Nach dem 10. April wurden diese Angriffe eingestellt und man begnügte sich mit der Errichtung einer Verteidigungsstellung auf dem gegenüber liegenden Bauberg.
Am Nachmittag des 7. Aprils war auch Maria Schutz von der Roten Armee besetzt worden. Diese Einheit konnte jedoch durch einen Gegenangriff der Gebirgsjäger am 8. April vertrieben werden. Das Gebiet rund um Kirche und Kloster wurde bis zu Kriegsende von der sowjetischen Infanterie nicht mehr angegriffen und von den Wehrmachtsoldaten stützpunktartig verteidigt.
Im Laufe des 10. Aprils trafen die beiden Bataillone des aufgelösten Kampfgeschwaders 27 in Spittal am Semmering ein und wurden in das Kampfgebiet vorgeführt. Eines der beiden Bataillone, das spätere II. Bataillon des Geb.Jg.Rgt. 154, wurde im Kreuzberg-Gebiet, zwischen Breitenstein und Reichenau, eingeschoben und hatte beim Versuch eine Frontbegradigung durchzuführen erste Verluste an Gefallenen und Verwundeten.

##### Südlicher Kampfabschnitt (Sonnwendstein bis Rettenegg)
Südlich des Sonnwendsteins verliefen diese Tage weniger dramatisch als nördlich dieser Anhebung. So wurde der Abschnitt vom Sonnwendstein bis nach Rettenegg anfangs nur von ganz wenigen Verbänden gesichert. Einer der ersten war die 2. Kompanie des SS-Gebirgs-Jäger-Ausbildungs- und Ersatz-Bataillons 13, die gleich zu Beginn an den Fröschnitzsattel verlegt worden war.
Den Bereich zwischen dem Sonnwendstein und dem Fröschnitzsattel überwachten die Gebirgsjäger des Geb.Jg.Rgt. 136 aus Wolfsberg stützpunktartig. Aus ihnen sollte Ende April das II. Bataillon des Geb.Jg.Rgt. 155 entstehen. Die Verstärkungen, die nach und nach eintrafen, wurden in diese Front eingegliedert, wie zum Beispiel die Flugzeugführerschule A/B/14 aus Klagenfurt.
Eine dieser Einheiten war eine Ausbildungs-Kompanie der 44. Infanterie-Division Hoch- und Deutschmeister, die am 5. April beim Harderkogel bei einem Angriffsunternehmen einige Gefallene und Verwundete zu verzeichnen hatte.
Eine weitere Einheit der ersten Stunde war die Luftwaffenkompanie ABK „Z“ aus Zeltweg, die vorerst am Pfaffensattel in Stellung ging. In weiterer Folge wurde sie Bestandteil des III./Geb.Jg.Rgt. 155 in dem sich auch Soldaten der Waffen-SS aus Graz sowie des Kampfgeschwaders 27 wiederfinden sollten.
Die Soldaten der Waffen-SS waren die Reste des SS-Panzergrenadier-Ersatz- und Ausbildungs-Bataillons 11 aus Graz, die am 8. April am Alpl eintrafen und am 10. April über Rettenegg zum Feistritz-Wald vorgingen und dort vermutlich mit dem Festungs-MG-Bataillon Klagenfurt gemeinsam auf die Vorhut der Roten Armee trafen. Die Mehrheit dieses SS-Bataillons hatte in den Tagen zuvor bei Rechnitz im Bezirk Oberwart schwerste Kämpfe zu bestehen gehabt und hatte sich nur unter schweren Verlusten zu den deutschen Linien durchschlagen können.
Das Kampfgeschwader 27 erreichte am 10. April Spital am Semmering und wurde bataillonsweise im Nordabschnitt und im Südabschnitt eingesetzt. Die Soldaten für den Süden der Front verlegten zum Fröschnitzsattel, wo sie Stellung gegen Trattenbach bezogen. Diese Einheit hatte insofern Glück, da ihr ein bis zum Kriegsende relativ ruhiger Gefechtsabschnitt zugewiesen wurde.
Eine weitere Alarmeinheit, die über das Alpl in das Kampfgebiet gelangte, war das Festungs-MG-Bataillon Klagenfurt, das aus zum Teil invaliden Soldaten bestand. Am 7. oder 8. April gingen die Soldaten im Gefechtsmarsch vom Alpl nach Rettenegg vor, das zu diesem Zeitpunkt feindfrei war. Weiter ging es Richtung Feistritzsattel, wo es zu einer Gefechtsberührung mit der Roten Armee kam. Die Einheit zog sich dann Richtung Rettenegg zurück, das in der Folge von ihr verteidigt wurde. Ab Ende April bildete sie die 2. Kompanie des IV. Bataillons des Geb.Jg.Rgt. 155, zu dem auch die oben erwähnte Ausbildungskompanie der 44. Infanterie-Division (als 1. Kompanie) gehören sollte.

#### Kampfhandlungen bis Ende April
Am 11. April löste Oberst Heribert Raithel den bisherigen Kampfgruppenkommandeur Oberstleutnant Lang ab. Raithel bildete aus den Offizieren seiner Einheit, der Gebirgs-Artillerie-Schule Dachstein-Obertraun, einen Kommandostab, der folgende dringende Aufgaben zu erledigen hatte.:
- Klärung der Lage
- Erfassung der Einheiten
- Gliederung und Ausbildung (z. B. Flieger) ankommender Einheiten
- aktive Verteidigung
- Bildung von Reserven

Während im nördlichen Kampfgruppenabschnitt die Frontlinien relativ stabil blieben, kam es im südlichen Abschnitt immer wieder zu lokalen Angriffen und Gegenangriffen. Eine dieser Kampfhandlungen fand am 17. April am Sonnwendstein statt, in welche den Sowjetsoldaten ein Einbruch die Front der Fliegerhorst-Kompanie 218/VII gelang. In einem Gegenstoß warfen der Kompanieführer sowie anwesende Artilleristen den Gegner wieder aus den Stellungen. Ein Offizier der Artilleristen, Hauptmann Schurr, wurde dabei schwer verwundet und für den Abwehrerfolg im Ehrenblatt des Heeres genannt und zum Ritterkreuz eingereicht. Für eine Verleihung dieser hohen Auszeichnung gibt es in der einschlägigen Literatur keine Hinweise.
Auch von den Gebirgsjägern aus Wolfsberg (Geb.Jg.Rgt 136) forderten die Kämpfe zum Teil große Verluste. So verloren sie bei einem Angriff auf die Straße Trattenbach-Feistritzsattel acht Gefallene und 23 Verwundete. Zwei Tage später kehrten bei einem erneuten Angriff von einem 31 Mann starken Zug nur 13 unversehrt zurück. Auch die mitangreifende 1. Kompanie erlitt mit 13 Gefallenen und 12 Verwundeten schwere Verluste.
Verluste erlitt ebenfalls die im äußersten Süden des Kampfgruppenabschnittes bei Rettenegg liegende Kompanie vom Festungs-MG-Bataillon Klagenfurt bei einem Gegenangriff auf den Feistritzsattel. Zurück in Rettenegg musste sie feststellen, dass in der Zwischenzeit auch dort die Rote Armee aufgetaucht war. Es handelte sich dabei um Soldaten der 36. Garde-Schützen-Division des XXX. Schützen-Korps das zur 26. sowjetischen Armee gehörte. Diese Einheit war über den Bezirk Oberwart kommend, in die Nordost-Steiermark eingebrochen. Ab dem 13. April wurde dieser Vorstoß durch das V. Garde-Kavallerie-Korps verstärkt, dessen Ziel die Gegend um Fischbach war, während das XXX. Schützen-Korps die nördliche Flanke absicherte.
Dieser gefährliche Stoß führte auch dazu, dass der Frontabschnitt der Kampfgruppe Semmering um 24 weitere Kilometer verlängert wurde und es nun galt, die Pässe Alpl und Schanz gegen einen sowjetischen Vorstoß im Mürztal zu sperren. Die Rote Armee erreichte am 15. April Rettenegg, und Oberst Raithel sah sich gezwungen, einige Verbände aus seiner Front zu ziehen und mit diesen in der Nähe der Schanz einen Gegenangriff auf die vorgeprellten sowjetischen Einheiten zu führen. Raithel wurde für diese Tat vom Oberbefehlshaber der 6. Armee General der Panzertruppe Hermann Balck persönlich für das Eichenlaub zum Ritterkreuz eingereicht. Es gibt zwar zumindest ein Foto von Raithel, das ihn mit einem Eichenlaub zeigt, in der einschlägigen Literatur
bzw. in den Verleihungslisten scheint er nicht auf.
Rettung nahte durch die vom Balkan auf der Südbahn herangeführte 117. Jäger-Division, welche im Mürztal versammelt wurde und den sowjetischen Vorstoß durch einen Gegenangriff ab dem 17. April endgültig vereitelte. In konzentrischen Angriffen zerschlug diese Division zusammen mit Verbänden der 1. Panzer-Division und der 1. Volks-Gebirgs-Division die in die Steiermark vorgestoßenen Verbände.
Nach diesem letzten großangelegten Gegenangriff der Wehrmacht in diesem Gebiet beruhigte sich in der zweiten Aprilhälfte die Lage immer mehr. Die Rote Armee hatte im östlichen Teil Österreichs ihre Kriegsziele weitgehend erreicht und hatte aber noch Gebietsansprüche in der Tschechoslowakei durchzusetzen. Aus diesem Grund kam es zu einer Nordwest-Verschiebung der sowjetischen Verbände, während lokal nur mehr kleinere Unternehmen durchgeführt wurden. Das nahe Kriegsende warf schon seine Schatten voraus.

#### Gründung der 9. Gebirgs-Division und Kapitulation
Am 1. Mai kam es, wie oben beschrieben, zu diesem Besuch des Oberbefehlshabers der 6. Armee, General Hermann Balck, auf dem Gefechtsstand der Kampfgruppe, bei dem er die Botschaft über die Gründung der 9. Gebirgs-Division mitbrachte.
Am Abend des 7. Mai gab es im Divisions-Gefechtsstand am Semmering eine Kommandeurbesprechung, bei der Oberst Raithel über die bevorstehende Kapitulation berichtete. Die Soldaten mussten bis 9. Mai 12.00 Uhr die amerikanischen Linien im Westen erreicht haben, um bei den Westalliierten in Gefangenschaft gehen zu können. Nicht jede kleine Einheit erreichte die Information rechtzeitig. Das Gros der Division erreichte aber über die Straßen Reichenau – Preiner Gscheid – Mariazell – Wildalpen – Ennstal bzw. Semmering – Mürzzuschlag – Bruck an der Mur – Leoben – Schoberpass – Liezen die rettende Demarkationslinie. Österreichische Heeresangehörige wurden in ihre Heimat entlassen und schlugen sich oft einzeln oder in kleinen Gruppen durch.

#### Resümee
Die 9. Gebirgs-Division, ein Gebilde unterschiedlichster Alarmverbände, erfüllte die in sie gesetzten Erwartungen, indem sie ein Eindringen sowjetischer Verbände in die Steiermark und somit in den Rücken der 6. Armee verhinderte.
Insgesamt kämpften bis zu 10.400 Soldaten aller Wehrmachtteile sowie der Waffen-SS und dem Volkssturm in ihren Reihen. Viele der Soldaten der Waffen-SS, aber auch der Luftwaffeneinheiten, waren Staatsbürger fremder Länder.
Die Zahl der Gefallenen betrug etwa 500 bis 600 Mann, die heute auf den Friedhöfen Niederösterreich-Süd Blumau, Semmering, Rettenegg und St. Kathrein am Hauenstein ruhen.
In den letzten Kriegstagen wurde auf höchsten Befehl die Zerstörung der Tunnels und Viadukte der Semmeringbahn angeordnet, um den Vormarsch der Roten Armee zu verzögern. Die Vorkehrungen für diesen Befehl wurden auf Anordnung von Oberst Raithel wieder zurückgenommen. Stattdessen entschied man sich für die Variante, in einem Tunnel bei Breitenstein die Schienen zu lockern und dann vom Semmering aus einige Lokomotiven und Waggons herunterrollen zu lassen, die dann im manipulierten Tunnel entgleisten und so die Semmeringbahn lange genug blockierten, ohne sie vollständig zu zerstören.
Ein dunkles Kapitel der letzten Kriegstage waren die Standgerichte, die viele Todesurteile gegen Deserteure verhängten, um die Moral und den Widerstandswillen aufrechtzuerhalten. Im Bereich der 6. Armee gab es ein mobiles Standgericht, das sich bei seinen Urteilen unter anderem auf einen harten Tagesbefehl (Ia Nr. 2191/45 vom 4. April 1945) von General Hermann Balck berief, in dem er aufforderte, mit der nötigen Härte gegen Zersetzungserscheinungen vorzugehen. Im Bereich der 9. Gebirgs-Division tagte dieses Gericht fallweise in Steinhaus am Semmering. Bekannt ist die Erschießung von insgesamt fünf Soldaten der Division. Drei wurden in Steinhaus am Semmering standrechtlich erschossen, zwei Soldaten der Waffen-SS wurden in Breitenstein wegen Wachvergehen und Fahnenflucht von der eigenen Kompanie hingerichtet, vermutlich am 17. April.
Nach dem Krieg mussten zahlreiche Minenfelder in der Region geräumt werden, nachdem es Verluste in der Zivilbevölkerung gegeben hatte.
An die Kämpfe der 9. Gebirgs-Division erinnern neben dem Friedhof auf der steirischen Seite der Passhöhe (belegt mit ca. 300 Gefallenen) auch der Gedächtnissteig der Gebirgsjäger zum Sonnwendstein sowie die Gedächtniskapelle auf dem Sonnwendstein.

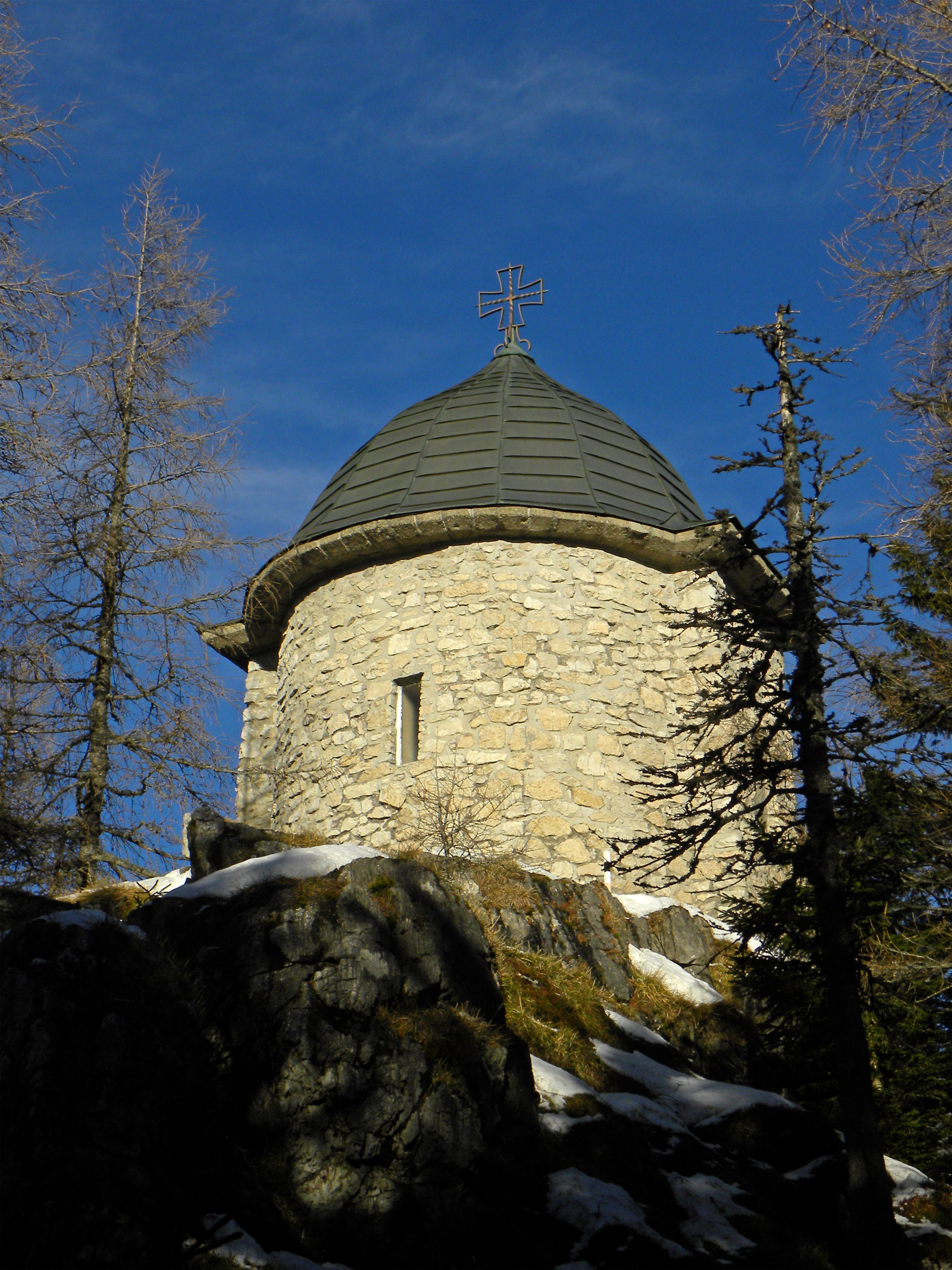
Gedächtniskapelle des hl. Josef auf dem Sonnwendstein
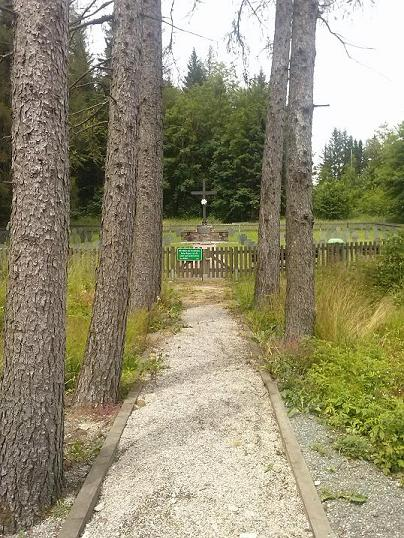
Zugangsweg zum Soldatenfriedhof am Semmering
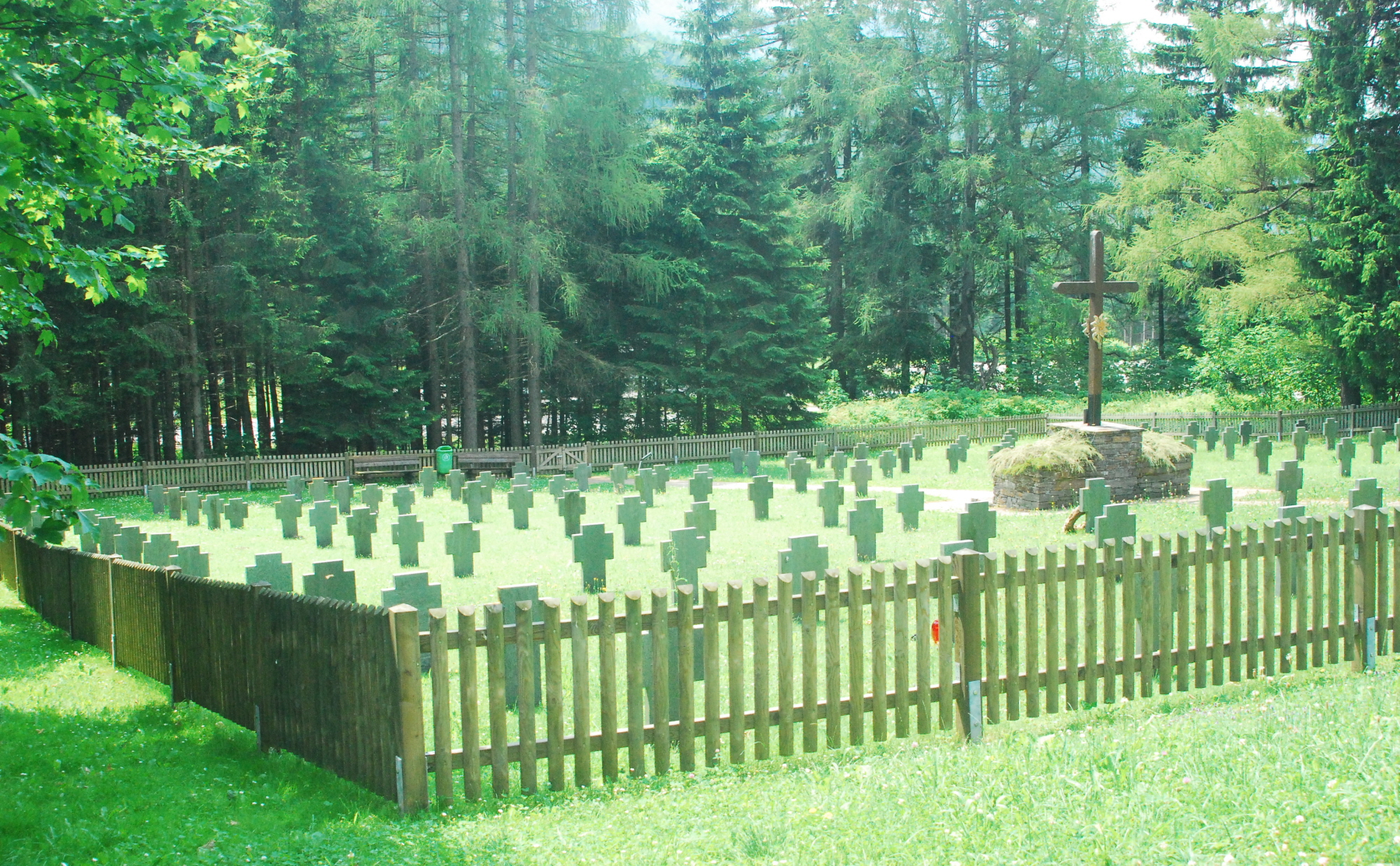
Soldatenfriedhof am Semmering
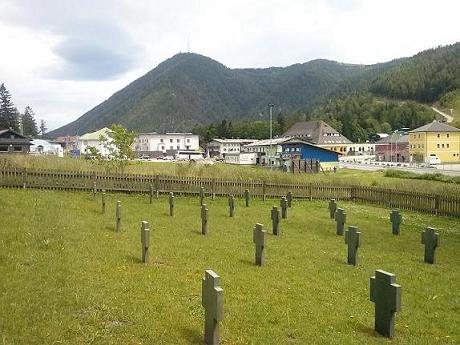
Blick vom Soldatenfriedhof auf die Passhöhe
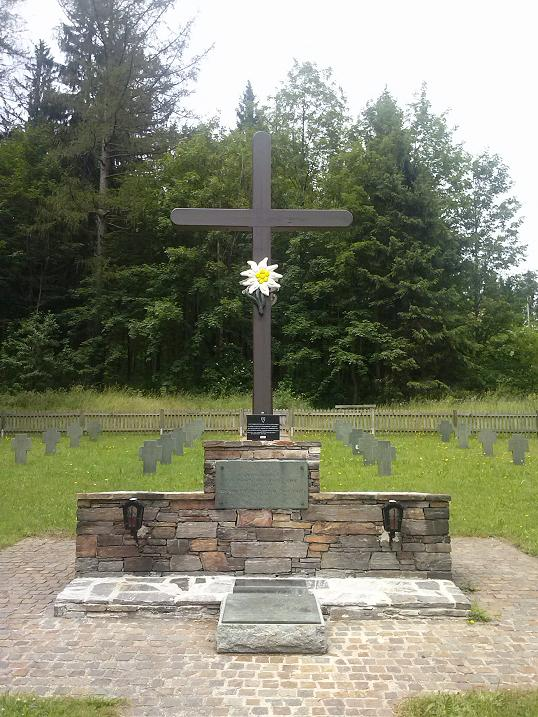
Gedenkkreuz
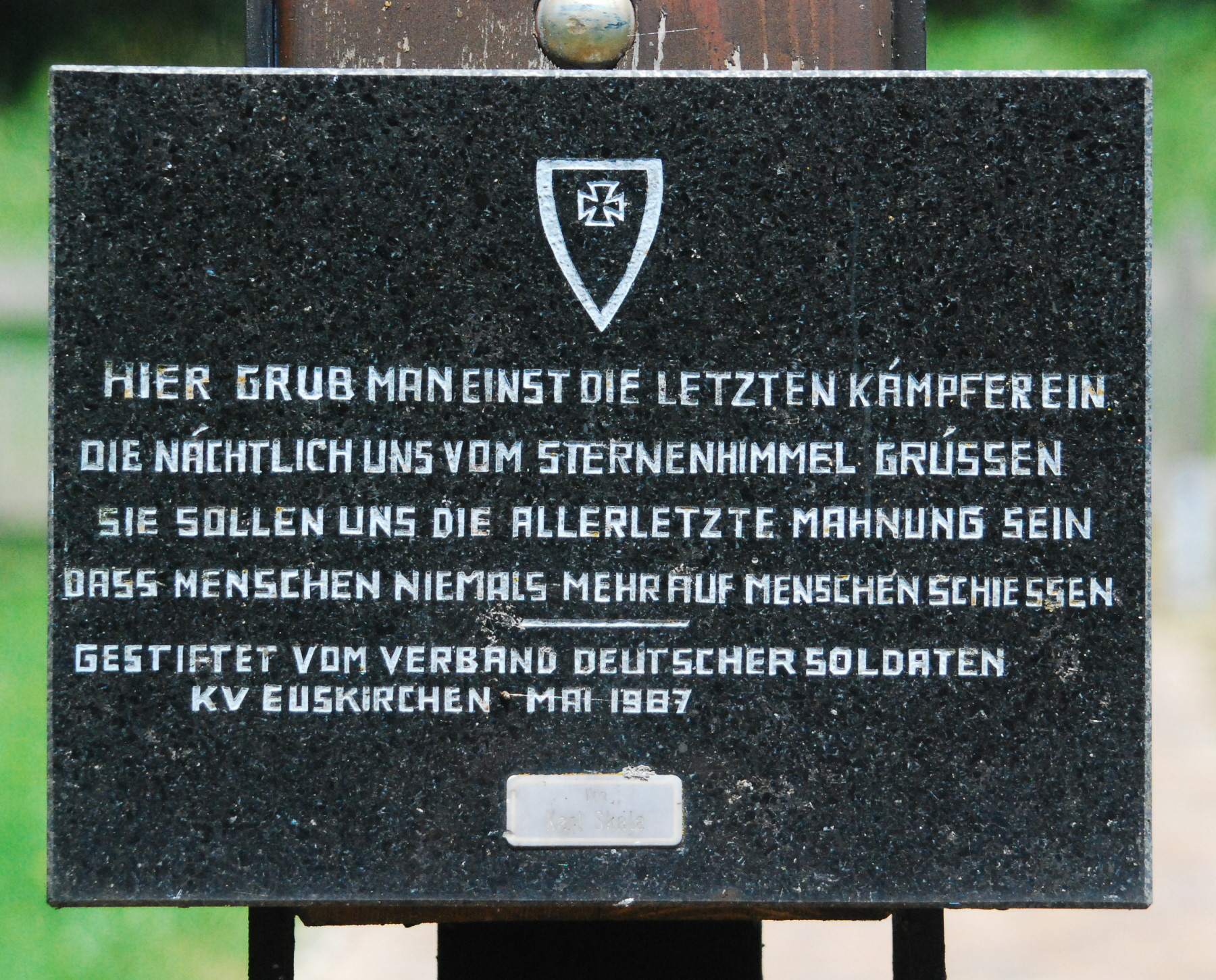
Gedenktafel aus dem Jahre 1987
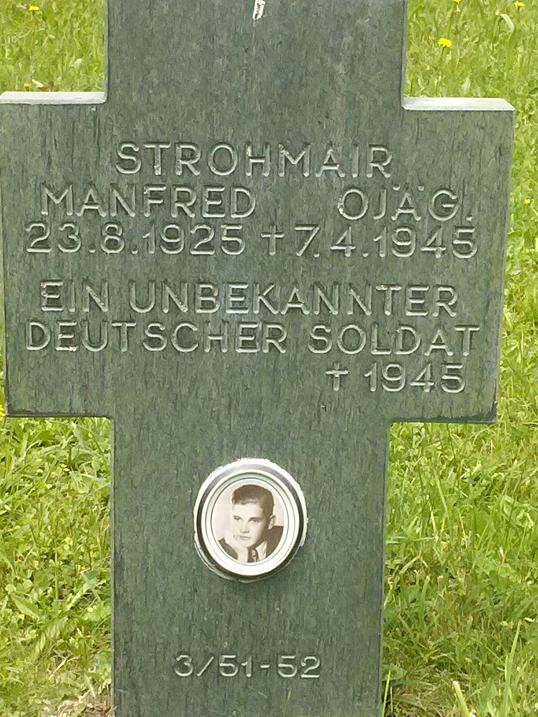
Grabstein für Doppelgrab
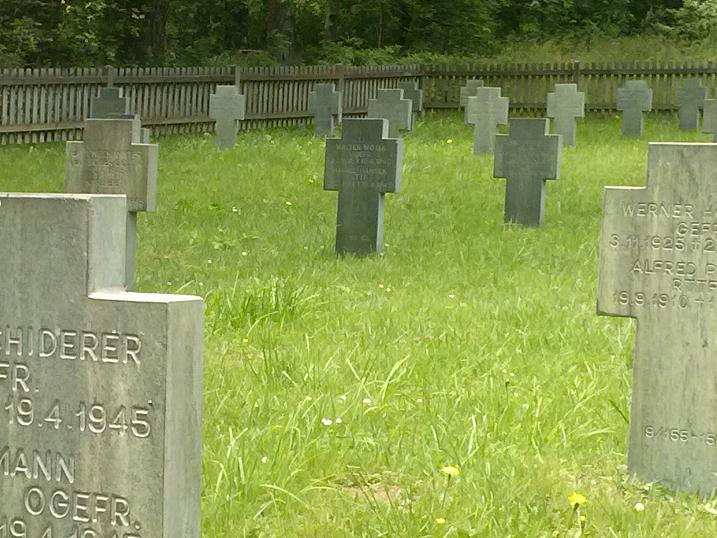
Grabsteingruppe

## 9. Gebirgs-Division (Nord)

### Aufstellung
Aus der Divisionsgruppe Kräutler wurde im März/April 1944 der Divisions-Stab z. b. V. 140 bzw. Divisions-Gruppe „K“ gegründet. Die Division erschien in der Schematischen Kriegsgliederung am 12. April 1945 als Div.Gr.K (Div. z. b. V.140) bei der Armee-Abteilung Narvik. Kommandeur der Division war Mathias Kräutler.

### Finnland und Norwegen
In den Jahren 1944/45 wurde die Truppe in Finnland und Norwegen eingesetzt – und zwar an sämtlichen Frontabschnitten von der Fischerhalbinsel über Kuusamo und Kiestinki bis knapp vor Louhi. Die Division führte Angriffs- und Abwehrkämpfe nördlich der sogenannten Straße der Gebirgsjäger, am Berg Njatowara und Pjä-See. Im Rahmen der „Operation Birke“ führte sie Rückzugskämpfe über Kuusamo auf Pudasjärvi und Oulu-Olhava. Es folgten Abwehrkämpfe im Raum Kemi-Tornio, am Tornionjoki sowie Rückzug auf die Schutzstellung Rovaniemi. Dort und im Raum Palojoensuu-Enontekiö führte sie wieder Abwehrkämpfe, bevor sie sich in die Sturmbock-Stellung bei Kautokeino und in die Kilpisjärvi-Stellung absetzte. Bis zur Kapitulation führte sie noch Stellungskämpfe und zog sich nach Norwegen zurück.
Noch am 8. Mai 1945 wurde die Division auf Grund eines Fernschreibens des Oberkommandos der Wehrmacht an das Gebirgsarmee-Oberkommando 20 mit Wirkung vom 6. Mai 1945 in 9. Gebirgs-Division umbenannt.

### 10. Gebirgs-Division
Nach dem Krieg wurde die Division von den Traditionsvereinen willkürlich in 10. Gebirgs-Division umbenannt. Offiziell ist aber die Bezeichnung 9. Gebirgs-Division (Nord).

#### Gliederung
- Gebirgs-Infanterie-Regiment 139
- Jäger-Bataillon 3
- Jäger-Bataillon 6
- Stab des Artillerie-Regiments z. b. V. mit I./Gebirgs-Artillerie-Regiment 112 und II./Gebirgs-Artillerie-Regiment 82
- Gebirgs-Artillerie-Bataillon 124
- Leichtes Sturmgeschütz-Bataillon 424
- Gebirgs-Pionier-Bataillon 140
- Gebirgs-Nachrichten-Bataillon 140
- Divisions-Versorgungs-Trupp 140